# Cabanillas de Pirón
Cabanillas de Pirón es un despoblado español situado en el término municipal de Brieva, en la provincia de Segovia, comunidad autónoma de Castilla y León. Actualmente no se conserva ningún resto en la localización.

## Toponimia
El topónimo equivale a «cabañillas». En los pueblos pastoriles de la Sierra, se llaman aún cabañas a las casonas o ranchos con amplios corrales donde se esquila al ganado. La palabra deriva del latín tardío capanna, de origen prerromano. Por su parte, Pirón se refiere a los pueblos regados por este río.
Este topónimo se repite en la provincia de Segovia en Cabanillas del Monte (Torrecaballeros) y en Cabañas de Polendos.

## Ubicación

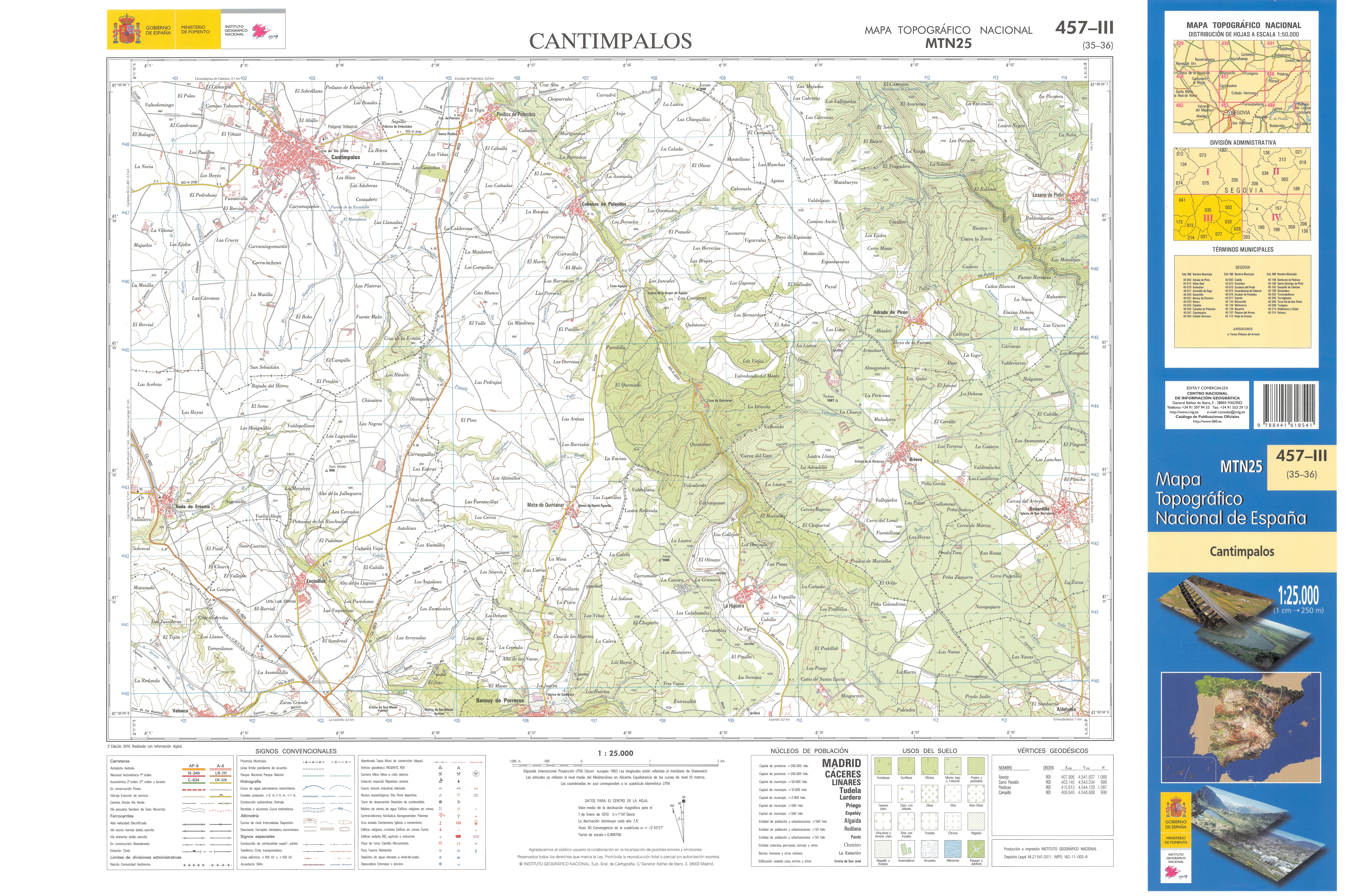
Fragmento de la hoja 457 del Mapa Topográfico Nacional de España de 2010 en el que se representa el lugar donde se ubicó Cabanillas de Pirón

Se situaba 2,9 km al este/sureste de Adrada de Pirón, 100 metros a la derecha del camino que une Adrada de Pirón con Santo Domingo de Pirón, a la izquierda, y lindando con el camino que une Santo Domingo de Pirón con Brieva, a 300 metros de la confluencia de ambos caminos.

## Historia
Perteneció a la Comunidad de Villa y Tierra de Segovia. Aparece documentado como Cabaniellas de Pirón en 1247, pagando como impuestos la cantidad de solo 5,5 maravedíes por lo que debió de ser una aldea muy pequeña. Fue un barrio de Adrada de Pirón, que en la actualidad tiene dos barrios, siendo este el tercero. Su pequeño tamaño y el hecho de que no fuera recogida en las fuentes de nuevo, indica que desapareció pronto. En la actualidad es junto a La Armuñilla uno de los dos despoblados existentes en el entorno de Adrada de Pirón.